# (2634) James Bradley
(2634) James Bradley (1982 DL) – planetoida z pasa głównego asteroid okrążająca Słońce w ciągu 6,43 lat w średniej odległości 3,46 au. Odkryta 21 lutego 1982 roku.